# Pskow-Ostrower Operation
Die Pskow-Ostrower Operation war eine Offensive der 3. Baltischen Front der Roten Armee im Zweiten Weltkrieg. Sie dauerte vom 17. bis zum 31. Juli 1944. Unter anderem zusammen mit der Operation Bagration leitete sie die Rückeroberung des nördlichen Baltikums durch die Rote Armee ein.

## Hintergrund
Die Städte Pskow (Pleskau) und Ostrow südlich des Peipussees waren als wichtige Verkehrsknotenpunkte beim Bau der ab Herbst 1943 im Rücken der Heeresgruppe Nord errichteten Panther-Stellung in deren Verlauf einbezogen worden. Der sich über 140 Kilometer in Nord-Süd-Richtung erstreckende Peipussee, an dessen Südende Pskow liegt, bildete ein natürliches Hindernis, was den Bauaufwand der Stellung erheblich reduzierte. Infolge der Leningrad-Nowgoroder Operation der Roten Armee Anfang 1944 hatte sich die Heeresgruppe auf diese Stellung zurückziehen müssen, wo sich die Front im März wieder stabilisierte. Durch den „Führerbefehl Nr. 11“ vom 8. März 1944 wurden die beiden nun unmittelbar im Hinterland der Front liegenden Städte zu sogenannten „festen Plätzen“ erklärt.
Nach den großen Erfolgen der Operation Bagration gegen die Heeresgruppe Mitte in Weißrussland weitete die Rote Armee im Juli 1944 ihre Sommeroffensive auch auf die benachbarten Frontabschnitte der Heeresgruppe Nord von Johannes Frießner aus. Zwischen der 3. Panzerarmee der Heeresgruppe Mitte und der 16. Armee der Heeresgruppe Nord war bereits eine etwa 50 Kilometer breite Lücke entstanden, durch die Einheiten der sowjetischen 1. Baltischen Front weit nach Westen vordrangen. Die 2. und 3. Baltische und die Leningrader Front der Roten Armee sollten nun in koordinierten Angriffen die Heeresgruppe Nord zum Rückzug aus ihren Stellungen bewegen. Die 2. Baltische Front begann am 10. Juli 1944 die Reschiza-Dwinsker Operation gegen die 16. Armee. General Frießner verlangte aufgrund der prekären Lage am 12. Juli erfolglos bei Hitler eine Erlaubnis zur Rücknahme der gesamten Heeresgruppe Nord.
Die 3. Baltische Front unter Iwan Maslennikow sollte gegen die südlich des Peipussees stehenden Truppen der 18. Armee (Herbert Loch) und den linken Flügel der 16. Armee (Paul Laux) vorrücken. Die Wehrmacht hatte hier starke Verteidigungslinien entlang der Flüsse Welikaja und Sinjaja (Zilupe). Pskow und Ostrow wurden durch Verteidigungsringe verteidigt. Im Bereich südlich des Peipussees standen von Nord nach Süd das XXVIII. (Hans Gollnick), XXXVIII. (Kurt Herzog) und L. Armeekorps (Wilhelm Wegener) der 18. Armee. Südlich Puschkinskije Gory schloss sich der Bereich der 16. Armee an. Der Rest der 18. Armee verteidigte nördlich des Peipussees die Landbrücke zur Ostsee bei Narva (vgl. Schlacht um den Brückenkopf von Narva). Hier sollte zeitlich gestaffelt die Leningrader Front angreifen (Narvaer Operation).

## Verlauf
Am 17. Juli begann die Offensive und in zwei Tagen durchbrachen sowjetische Truppen die deutsche Verteidigung südlich Ostrow, stießen auf der 70 km breiten Front bis zu 40 km vor und nahmen ab 19. Juli die Verfolgung auf. Am 21. Juli musste Ostrow nach dem Zusammenbruch der 21. Feld-Division von den Truppen des XXXVIII. Armeekorps geräumt werden, um einer Einkesselung zu entgehen. Hierauf war auch das um Pskow eingesetzte XXVIII. Armeekorps gezwungen, seinen Divisionen den Rückzug zu befehlen. Die Truppen der 16. Armee hatten bereits begonnen, sich auf die „Marienburg-Stellung“ zurückzuziehen. Aufgrund des Attentats vom 20. Juli war Hitler nicht in der Lage, die Rückzugsbefehle zu widerrufen. Am 23. Juli tauschte er jedoch General Frießner gegen Ferdinand Schörner aus. Zuvor hatte der Chef des Generalstabs der Heeresgruppe Nord, Eberhard Kinzel, sich beim neuen Chef des Generalstabs des Heeres, Heinz Guderian, nochmals für eine Rückzugserlaubnis für die Heeresgruppe eingesetzt; auch er musste seinen Posten an Oldwig von Natzmer abgeben.
Die Rote Armee befreite am 23. Juli Pskow und die Hauptangriffsrichtung wurde verändert. Die 3. Baltische Front erhielt den Auftrag, in Richtung auf Alūksne und Valga vorzudringen, um den Vorstoß der 2. Baltischen Front auf Riga zu unterstützen. Zum 31. Juli erreichten die sowjetischen Truppen die Linie westlich von Isborsk und östlich von Laura - Alūksne – Gulbene und wurden an der „Marienburg-Stellung“ gestoppt.

## Ergebnis
Die Truppen der 3. Baltischen Front stießen 50 – 130 km nach Westen vor und schufen durch die Überwindung der Panther-Stellung Voraussetzungen für die sowjetische Rückeroberung Estlands und Lettlands. Sie fügten der 18. Armee in Verbindung mit der Narvaer Operation der Leningrader Front eine ernste Niederlage zu. Ihre Verluste dabei betrugen rund 33.500 Mann (davon 8.000 Tote und Vermisste).
In der anschließenden Tartuer Operation vom 10. August bis zum 6. September 1944 stieß die 3. Baltische Front weitere 100 – 130 km vor und nahm am 25. August Tartu ein.